# Al Ahed
Al Ahed (ara. نادي العهد الرياضي‎) je libanonski nogometni klub iz Beiruta te aktualni libanonski prvak. Klub najveću navijačku podršku ima od šijitske zajednice u Libanonu te je povezan s Hezbollahom.
Klub je osnovan 1966. ali je tek tokom 2000-ih godina počeo osvajati naslove prvaka libanonske Premier lige, FA kupa, Elitnog kupa, Kupa federacija i Superkupa. Al-Ahed se natječe i u kontinentalnoj Azijskoj Ligi prvaka dok je najveći uspjeh ostvaren 2005. ulaskom Al Aheda u četvrtfinale natjecanja.
Nogometni klub svoje utakmice igra na Beirutskom stadionu zajedno s gradskim rivalom Al-Ansar Clubom.

## Osvojeni trofeji
- Libanonska Premier liga
  - 2008., 2010., 2011., 2015., 2017., 2018., 2019. 2022., 2023.
- Libanonski FA kup
  - 2004., 2005., 2009., 2011.
- Libanonski Kup federacija
  - 2004., 2006.
- Libanonski Elite kup
  - 2008., 2010., 2011., 2013., 2015.
- Libanonski Superkup
  - 2008., 2010., 2011., 2015.

## Sestrinski klubovi
- Sepahan Isfahan
- Adanaspor

## Vidjeti također
- Al-Ansar Club

## Vanjske poveznice
- Službena web stranica kluba